# Karapınar (district)
Karapınar is een Turks district in de provincie Konya en telt 48.821 inwoners (2007). Het district heeft een oppervlakte van 2116,0 km². Hoofdplaats is Karapınar.
De bevolkingsontwikkeling van het district is weergegeven in onderstaande tabel.
| 1997   | 2000   | 2007   |
| ------ | ------ | ------ |
| 44.403 | 55.734 | 48.821 |